# Three-point Contest

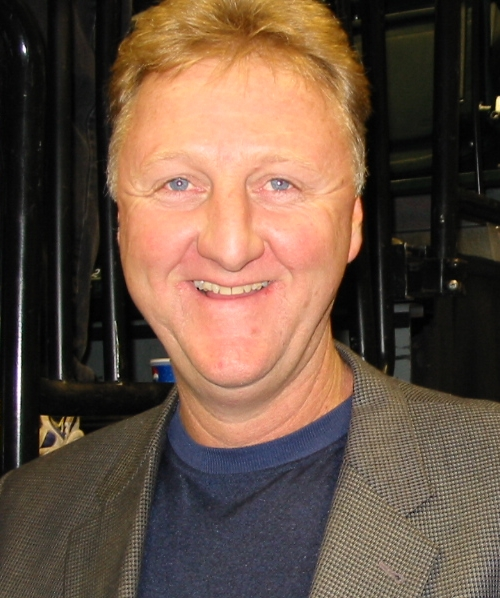
Larry Bird qui a remporté le concours à 3 reprises consécutives.

Le Three-point Contest est un concours du National Basketball Association All-Star Weekend qui a lieu le samedi avant le NBA All-Star Game. Les concurrents tentent d'inscrire le plus de points possibles en une minute. Il y a cinq racks de ballons alignés tout autour de l'arc de cercle à 3-points : un de chaque côté du long de la ligne de touche, un de chaque côté entre la tête de l'arc de cercle et de la ligne de touche, et un en tête de l'arc de cercle. Il y a aussi 2 ballons à 3 points situés avant et après le rack de face.
Chaque rack compte cinq ballons, quatre d'entre eux comptant pour un point (les ballons orange classiques) et le cinquième (un ballon bleu, blanc, rouge; surnommé le "money ball") vaut deux points. Le score parfait est donc de 30 points.
Lors du premier tour, chaque concurrent a une possibilité d'inscrire autant de points que possible. Les trois joueurs avec le score le plus élevé sont qualifiés pour la finale. De 1986 à 2002, il y avait huit participants lors de chaque session de tirs. Désormais, six joueurs prennent part au concours. Le dernier tour est joué dans la foulée du tour qualificatif. Depuis 2013, le joueur peut choisir un rack composé exclusivement de "money ball", le score parfait est donc maintenant de 34 points. En 2019 2 ballons sont ajoutés avant et après le rack de face et ils sont situés eux à 9m et valent 3 points chacun.
Larry Bird et Craig Hodges ont remporté chacun le concours à trois reprises consécutives. Stephen Curry, Tyrese Haliburton et Buddy Hield détiennent le record de points lors d'un tour avec 31 points chacun. Le record de tirs réussis consécutifs est détenu par Craig Hodges avec 19.

## Vainqueurs du concours
- 2025 - Tyler Herro, Heat de Miami.
- 2024 - Damian Lillard, Bucks de Milwaukee.
- 2023 - Damian Lillard, Trail Blazers de Portland.
- 2022 - Karl-Anthony Towns, Timberwolves du Minnesota.
- 2021 - Stephen Curry, Warriors de Golden State.
- 2020 - Buddy Hield, Kings de Sacramento.
- 2019 - Joe Harris, Nets de Brooklyn.
- 2018 - Devin Booker, Suns de Phoenix.
- 2017 - Eric Gordon, Rockets de Houston.
- 2016 - Klay Thompson, Warriors de Golden State.
- 2015 - Stephen Curry, Warriors de Golden State.
- 2014 - Marco Belinelli, Spurs de San Antonio.
- 2013 - Kyrie Irving, Cavaliers de Cleveland.
- 2012 - Kevin Love, Timberwolves du Minnesota.
- 2011 - James Jones, Heat de Miami.
- 2010 - Paul Pierce, Celtics de Boston.
- 2009 - Daequan Cook, Heat de Miami.
- 2008 - Jason Kapono, Raptors de Toronto.
- 2007 - Jason Kapono, Heat de Miami.
- 2006 - Dirk Nowitzki, Mavericks de Dallas.
- 2005 - Quentin Richardson, Suns de Phoenix.
- 2004 - Voshon Lenard, Nuggets de Denver.
- 2003 - Peja Stojaković, Kings de Sacramento.
- 2002 - Peja Stojaković, Kings de Sacramento.
- 2001 - Ray Allen, Bucks de Milwaukee.
- 2000 - Jeff Hornacek, Jazz de l'Utah.
- 1999 - Annulé pour cause de lockout.
- 1998 - Jeff Hornacek, Jazz de l'Utah.
- 1997 - Steve Kerr, Bulls de Chicago.
- 1996 - Tim Legler, Bullets de Washington.
- 1995 - Glen Rice, Heat de Miami.
- 1994 - Mark Price, Cavaliers de Cleveland.
- 1993 - Mark Price, Cavaliers de Cleveland.
- 1992 - Craig Hodges, Bulls de Chicago.
- 1991 - Craig Hodges, Bulls de Chicago.
- 1990 - Craig Hodges, Bulls de Chicago.
- 1989 - Dale Ellis, SuperSonics de Seattle.
- 1988 - Larry Bird, Celtics de Boston.
- 1987 - Larry Bird, Celtics de Boston.
- 1986 - Larry Bird, Celtics de Boston.

## Participants
Vainqueurs en gras
- 2025 - Jalen Brunson, Cade Cunningham, Darius Garland, Tyler Herro, Buddy Hield, Cameron Johnson, Damian Lillard, Norman Powell
- 2024 - Malik Beasley, Jalen Brunson, Tyrese Haliburton, Damian Lillard, Lauri Markkanen, Donovan Mitchell, Karl-Anthony Towns, Trae Young
- 2023 - Tyrese Haliburton, Buddy Hield, Damian Lillard, Julius Randle, Lauri Markkanen, Jayson Tatum, Kevin Huerter, Tyler Herro
- 2022 - Desmond Bane, Luke Kennard, Zach LaVine, C.J. McCollum, Patty Mills, Karl-Anthony Towns, Fred VanVleet, Trae Young
- 2021 - Jaylen Brown, Mike Conley, Jr.,  Stephen Curry, Zach LaVine, Donovan Mitchell, Jayson Tatum.
- 2020 - Dāvis Bertāns, Devin Booker, Devonte' Graham, Joe Harris, Buddy Hield, Zach LaVine, Duncan Robinson, Trae Young.
- 2019 - Stephen Curry, Buddy Hield, Joe Harris, Danny Green, Devin Booker, Damian Lillard, Dirk Nowitzki, Seth Curry, Kemba Walker, Khris Middleton.
- 2018 - Paul George, Wayne Ellington, Kyle Lowry, Bradley Beal, Eric Gordon, Devin Booker, Klay Thompson, Tobias Harris.
- 2017 - Klay Thompson, Wesley Matthews, C.J. McCollum, Kyle Lowry, Kyrie Irving, Nick Young, Eric Gordon et Kemba Walker.
- 2016 - Devin Booker, Stephen Curry, James Harden, Kyle Lowry, Klay Thompson, C.J. McCollum, Khris Middleton et J.J. Redick.
- 2015 - Wesley Matthews, J.J. Redick, Kyrie Irving, James Harden, Stephen Curry, Klay Thompson, Kyle Korver et Marco Belinelli.
- 2014 - Est : Arron Afflalo, Bradley Beal, Kyrie Irving, Joe Johnson ; Ouest : Marco Belinelli, Stephen Curry, Damian Lillard et Kevin Love.
- 2013 - Kyrie Irving, Steve Novak, Paul George, Matt Bonner, Ryan Anderson, Stephen Curry
- 2012 - Kevin Love, Kevin Durant, James Jones, Mario Chalmers, Ryan Anderson, Anthony Morrow
- 2011 - Ray Allen, Paul Pierce, Kevin Durant, Daniel Gibson, Dorell Wright, James Jones
- 2010 - Chauncey Billups, Daequan Cook, Stephen Curry, Channing Frye, Danilo Gallinari, Paul Pierce
- 2009 - Mike Bibby, Daequan Cook, Danny Granger, Jason Kapono, Rashard Lewis, Roger Mason
- 2008 - Daniel Gibson, Richard Hamilton, Jason Kapono, Steve Nash, Dirk Nowitzki, Peja Stojakovic
- 2007 - Gilbert Arenas, Damon Jones, Jason Kapono, Mike Miller, Dirk Nowitzki, Jason Terry
- 2006 - Gilbert Arenas, Ray Allen, Dirk Nowitzki, Quentin Richardson, Jason Terry
- 2005 - Ray Allen, Joe Johnson, Voshon Lenard, Kyle Korver, Vladimir Radmanovic, Quentin Richardson
- 2004 - Chauncey Billups, Kyle Korver, Voshon Lenard, Rashard Lewis, Cuttino Mobley, Peja Stojakovic
- 2003 - Brent Barry, Pat Garrity, Wesley Person, Peja Stojakovic, Antoine Walker, David Wesley
- 2002 - Ray Allen, Wesley Person, Mike Miller, Steve Nash, Paul Pierce, Quentin Richardson, Steve Smith, Peja Stojakovic
- 2001 - Ray Allen, Pat Garrity, Allan Houston, Rashard Lewis, Dirk Nowitzki, Steve Nash, Bryon Russell, Peja Stojakovic
- 2000 - Ray Allen, Mike Bibby, Hubert Davis, Jeff Hornacek, Allen Iverson, Dirk Nowitzki, Terry Porter, Bob Sura
- 1999 - Annulé pour cause de grève des joueurs
- 1998 - Hubert Davis, Dale Ellis, Jeff Hornacek, Sam Mack, Reggie Miller, Tracy Murray, Glen Rice, Charlie Ward
- 1997 - Dale Ellis, Steve Kerr, Tim Legler, Terry Mills, Sam Perkins, Glen Rice, John Stockton, Walt Williams
- 1996 - Dana Barros, Hubert Davis, Steve Kerr, Tim Legler, George McCloud, Glen Rice, Dennis Scott, Clifford R. Robinson
- 1995 - Nick Anderson, Dana Barros, Scott Burrell, Steve Kerr, Dan Majerle, Reggie Miller, Chuck Person, Glen Rice
- 1994 - B. J. Armstrong, Dana Barros, Dell Curry, Dale Ellis, Steve Kerr, Eric Murdock, Mark Price, Mitch Richmond
- 1993 - B. J. Armstrong, Dana Barros, Craig Hodges, Dan Majerle, Reggie Miller, Terry Porter, Mark Price, Kenny Smith
- 1992 - Dell Curry, Craig Ehlo, Craig Hodges, Jeff Hornacek, Jim Les, Dražen Petrović, Mitch Richmond, John Stockton
- 1991 - Danny Ainge, Clyde Drexler, Tim Hardaway, Hersey Hawkins, Craig Hodges, Terry Porter, Glen Rice, Dennis Scott
- 1990 - Larry Bird, Craig Ehlo, Bob Hansen, Craig Hodges, Michael Jordan, Reggie Miller, Mark Price, Jon Sundvold
- 1989 - Michael Adams, Danny Ainge, Dale Ellis, Derek Harper, Gerald Henderson, Craig Hodges, Rimas Kurtinaitis, Reggie Miller, Jon Sundvold
- 1988 - Danny Ainge, Larry Bird, Dale Ellis, Craig Hodges, Mark Price, Detlef Schrempf, Byron Scott, Trent Tucker
- 1987 - Danny Ainge, Larry Bird, Michael Cooper, Dale Ellis, Craig Hodges, Detlef Schrempf, Byron Scott, Kiki Vandeweghe
- 1986 - Larry Bird, Dale Ellis, Eric Floyd, Craig Hodges, Norm Nixon, Kyle Macy, Trent Tucker, Leon Wood

## Records
- Stephen Curry, 31 points, 2021.
- Tyrese Haliburton, 31 points, 2023.
- Buddy Hield, 31 points, 2025.
- Mike Conley, Jr. 28 points 2021
- Stephen Curry, 27 points, 2015.
- Klay Thompson, 27 points, 2016.
- Devin Booker, 27 points, 2020.
- Buddy Hield, 27 points, 2020.
- Joe Harris, 26 points, 2019.
- Buddy Hield, 26 points, 2019.
- Dāvis Bertāns, 26 points, 2020.
- Damian Lillard, 26 points, 2023.
- Craig Hodges, 25 points, 1986.
- Jason Kapono, 25 points, 2008.
- Eric Gordon, 25 points, 2017.
- Mark Price, 24 points, 1994.
- Hubert Davis, 24 points, 1998.
- Marco Belinelli, 24 points, 2014.
- Darius Garland, 24 points, 2025.
- Tyler Herro, 24 points, 2025.

### Plus grand nombre de points en finale
- Karl-Anthony Towns, 29 points, 2022.
- Stephen Curry, 28 points, 2021.
- Devin Booker, 28 points, 2018.
- Stephen Curry, 27 points, 2015.
- Klay Thompson, 27 points, 2016.
- Buddy Hield, 27 points, 2020.
- Joe Harris, 26 points, 2019.
- Devin Booker, 26 points, 2020.
- Damian Lillard, 26 points, 2023.
- Damian Lillard, 26 points, 2024.
- Jason Kapono, 25 points, 2008.
- Buddy Hield, 25 points, 2023.
- Mark Price, 24 points, 1994.
- Marco Belinelli, 24 points, 2014.
- Tyler Herro, 24 points, 2025.
- Kyrie Irving, 23 points, 2013.
- Tyler Herro, 23 points, 2025.
- Larry Bird, 22 points, 1986.
- Steve Kerr, 22 points, 1997.
- Dāvis Bertāns, 22 points, 2020.

### Plus grand nombre de tirs réussis consécutivement
- Craig Hodges, 19 points, 1991.
- Stephen Curry, 13 points, 2015.
- Joe Harris, 12 points, 2019.
- Larry Bird, 11 points, 1986.
- Hubert Davis, 11 points, 1996.
- Jason Kapono, 10 points, 2009.
- Ray Allen, 10 points, 2011.
- Kyrie Irving, 10 points, 2013.
- Dennis Scott, 9 points, 1991.
- Mark Price, 9 points, 1994.
- Steve Kerr, 9 points, 1997.
- Kyle Korver, 9 points, 2004

## Anecdote
- Michael Jordan possède le plus petit score de tous les temps pour un participant du three-point shootout, inscrivant cinq points lors du concours en 1990, la seule et unique fois où il prit part à ce concours[1].